# Jambigemaradahalli, Gudibanda
Jambigemaradahalli là một làng thuộc tehsil Gudibanda, huyện Kolar, bang Karnataka, Ấn Độ.